# ルース・チェンジ
『ルース・チェンジ』（Loose Change）は、ディラン・アヴェリー監督制作のアメリカ同時多発テロ事件が題材のドキュメンタリー映画。アメリカ同時多発テロ事件陰謀説に立っている。

## 概要
2005年4月13日インターネットにて無料配布。2005年12月11日、セカンドエディション公開。2006年6月、セカンドエディションの再編集版公開。2007年5月1日、ヴァージン・アトランティック航空の機内映画に採用されたが、2007年5月3日、上映中止が決定された。2007年9月11日に完成版を全米の映画館で公開予定だったが中止された。2007年9月14日には、長崎放送で一部が放映された。2007年10月25日には、滋賀報知新聞でルース・チェンジに関して報道された。2007年11月11日、ファイナルカットがDVD発売とネット公開が同日に行われた。2009年9月11日、「アメリカ・クーデター」版公開。